# Leucania assimilis
Leucania assimilis är en fjärilsart som beskrevs av Walker. Leucania assimilis ingår i släktet Leucania och familjen nattflyn. Inga underarter finns listade i Catalogue of Life.